# Turmhügel Hofstatt
Der Turmhügel Hofstatt, auch Burg Grossenau genannt, ist eine abgegangene mittelalterliche Turmhügelburg (Motte) östlich des Hauses Nr. 4 in der Ortsmitte von Grossenau, einem Gemeindeteil des Marktes Zell im Fichtelgebirge im Landkreis Hof in Bayern.
Von der ehemaligen Burganlage ist nur der Turmhügel erhalten.